# Spread (filme)
Spread (Brasil: Jogando com Prazer / Portugal: Playboy Americano) é um filme estadunidense de comédia dramática de 2009 estrelado por Ashton Kutcher e Anne Heche e dirigido por David Mackenzie. O filme foi lançado no Festival de Cinema de Sundance em 17 de janeiro de 2009 e foi lançado nos cinemas da América do Norte em 14 de agosto de 2009.

## Sinopse
O gigolô narcisista Nikki (Ashton Kutcher) vive em Los Angeles, passando de um relacionamento para outro sem um emprego estável ou mesmo um lugar para morar. Ele caça mulheres que podem sustentá-lo. Depois de conhecer Samantha (Anne Heche) em um clube, ele se muda com ela, usando sua aparência e talento sexual para mantê-la feliz.
Em pouco tempo, no entanto, Nikki começa a trair Samantha, primeiro com sua amiga Emily (Rachel Blanchard), depois com Christina (Sonia Rockwell), que ele conheceu em outra festa. Emily desaprova o estilo de vida livre de Nikki e expressou o desejo de um relacionamento, mas Nikki não tem nenhum interesse real nela, exceto por sua riqueza. Samantha pega Nikki com Christina, mas eles chegam a um acordo desconfortável, onde ela ignora a infidelidade dele.
Enquanto Samantha está fora da cidade, Nikki conhece uma garçonete chamada Heather (Margarita Levieva). Ele convoca seu amigo Harry (Sebastian Stan) para ajudá-lo a interessar Heather, mas ela não se apaixona por seus encantos. Embora ele eventualmente tenha um encontro com ela, ela o abandona no meio do encontro. Logo depois, Heather aparece inesperadamente na piscina de Nikki e eles acabam fazendo sexo. Na manhã seguinte, Nikki está movendo o carro de Heather e percebe que ele não pertence a ela, mas a seu "namorado", depois que ela lhe disse que era solteira. Nikki termina com ela com raiva. No entanto, ele não consegue parar de pensar nela, e sua obsessão frustra Samantha a tal ponto que ela fica cansada e o manda fora. Nikki, no entanto, parte por vontade própria, ainda encantada com Heather.
Nikki procura um lugar para ficar, mas briga com Harry e não pode participar das festas que ele fez uma vez. Ele encontra Heather em um hotel chique, e ela admite que só estava interessada nele por causa de sua casa, acreditando que ele era rico. Parece que ela é a mesma que Nikki, enganando homens ricos por dinheiro da mesma maneira que ele faz com as mulheres. Ela o deixa morar com ela e sua colega de quarto Eva (Ashley Johnson) e eles começam a namorar, apesar de Heather continuar se enganando, com alguma ajuda relutante de Nikki.
Um dia, Heather, chateada, revela a Nikki que ela acabou de terminar com o noivo porque está apaixonada por Nikki. Ela ainda diz a ele que a família de seu noivo é dona do New York Rangers e que ele é quem pagou suas contas e despesas de moradia. Nikki, que também se apaixonou por Heather, fica com raiva por ter mantido o noivado dele, e sai de casa em um acesso de raiva. Quando ele volta, só encontra uma nota dizendo que ela partiu para Nova York. Por insistência de Eva e com Harry pagando a passagem aérea, Nikki a segue. Ele a encontra em uma cobertura de luxo e implora que ela volte para Los Angeles com ele. Ela se recusa, dizendo que não pode permitir que ele persiga suas fantasias enquanto ela gasta os fundos que precisariam para viver. Ele então propõe casamento a ela, mas ela diz a ele que já é casada, quebrando o coração dele. Heather diz que não pode se divorciar porque precisa de um casamento com estabilidade e segurança financeira. O marido (Hart Bochner) volta para casa e Heather passa Nikki como garoto do supermercado, dispensando-o.
Nikki retorna a Los Angeles, finalmente vendo que vale a pena a vida, conseguindo um emprego honesto, entregando mantimentos e morando com Harry. Ele entrega mantimentos à casa de Samantha, onde são recolhidos pelo homem que substituiu Nikki. Os créditos finais mostram Nikki alimentando o sapo-boi africano de Harry com um rato.

## Elenco
- Ashton Kutcher como Nikki
- Anne Heche como Samantha "Sam"
- Margarita Levieva como Heather
- Sebastian Stan como Harry
- Ashley Johnson como Eva
- Rachel Blanchard como Emily
- Sonia Rockwell como Christina
- Eric Balfour como Sean
- Hart Bochner como Will
- Reeve Carney como Band Leader
- Jessica Rizo como mulher latina

## Produção
O filme foi dirigido por David Mackenzie e produzido por Jason Goldberg, Ashton Kutcher, Peter Morgan e Karyn Spencer (assistente de produção). 
Ashton Kutcher disse ao jornal britânico Daily Mirror que filmou tantas cenas de sexo no filme que "estava ficando cansado": "Nunca pensei na vida que eu poderia me cansar de qualquer coisa relacionada a sexo", e continuou: "Temos que filmar outra cena de sexo? Mais mulheres atraentes em cima de mim? Ah, não!", dizendo que precisou se acostumar a ficar nu para filmar algumas cenas.
Inicialmente seria Jennifer Jason Leigh a intérprete de Samantha.

## Recepção

### Recepção crítica
O filme recebeu críticas geralmente negativas dos críticos de cinema. No agregador de críticas Rotten Tomatoes, com base em 59 críticas, o filme classificou uma pontuação agregada de 21% de críticas positivas, observando que: "Apesar de desvios ocasionais para um território surpreendentemente sombrio, Spread em geral é uma celebração ineficaz da alta vida vazia de Los Angeles, em vez de uma desconstrução de isto."

### Bilheteria
O filme foi lançado em 14 de agosto de 2009. Nas bilheterias, o filme arrecadou US$12.032.983, dos quais US$250,618 eram da América do Norte.